# Sagii
Les Sagii ou Sagiens étaient une tribu celte, vassale à l'origine de celle des Ésuviens, avec pour chef-lieu Sées dans l'actuel département de l'Orne.
Il est probable que les Esuvii de César, voisins des Armoricains, soient les Sagii pour Esagii, à moins qu’Esuvii ne soient une cacographie des manuscrits. Ce petit peuple, non mentionné par César, peut-être parce qu’il était une subdivision des Aulerques Eburovices ou était de leur clientèle.

## Localisation
Le nom de son chef-lieu nous est parvenu sous une forme sans doute altérée, Nudionnum, peut-être pour *Noviodunum « nouveau fort ». Il prit ensuite celui du peuple Sagii, au datif Sagios > Sées. La région a dû s'appeler le Séois (Sagiensis pagus), mais le nom qui a prévalu est l'Hiémois, dérivé du nom du chef-lieu Exmes. 
Les Sagii occupaient la majeure partie de l'Orne. Son territoire était compris entre celui de la tribu des Ésuviens et des Lexoviens au nord, des Unelles à l'ouest (Cotentin), des Aulerques Eburovices à l'est et des Aulerques Cénomans au sud. Il correspondait sensiblement aux limites de l'ancien diocèse de Sées telles qu'elles ont subsisté jusqu'à la Révolution.

## Histoire
À la suite de la révolte des Esuvii contre l'armée romaine rapportée par Jules César dans ses Commentaires, les Sagii furent intégrés à la province de Gaule lyonnaise sous Auguste, et leur chef-lieu fut élevé au rang de capitale de cité.
Héritier de la cité gallo-romaine, le diocèse de Sées voit dans un premier temps son siège épiscopal, fixé à Exmes, puis transféré au milieu du Ve siècle dans la ville de Sées.
Les habitants de Sées s'appellent aujourd'hui les Sagiens rappelant ainsi le souvenir de l'ancienne tribu celte dont elle était la capitale.